# Торпедо (футбольный клуб, Запорожье)
«Торпе́до» (укр. «Торпедо») — украинский футбольный клуб из Запорожья. Основан в 1982 году. Лучшее достижение в первенстве Украины — четвёртое место в группе в высшей лиге в сезоне 1992.
Клуб прекратил существование в 2002 году в связи с финансовым кризисом (отказ нового руководства АвтоЗАЗа финансировать клуб).
В сезоне 2002/03 под названием «Торпедо» (Запорожье) во второй лиге выступала команда студентов ЗИГМУ. По результатам сезона 2002/03 команда лишилась профессионального статуса, как занявшая последнее место во второй лиге.

## Клубы автозавода
- «Металлист» (1923—1933)
- «Сельмаш» (1934—1939)
- «Машиностроитель» (1939—1961)
- «Трактор» (1961—1970)
- «Коммунар» (1971—1981)
- «Торпедо» (1982—2002)

## История
Одним из первых футбольных полей в Александровске начала XX века была площадка в Южном саду (ныне — территория у железнодорожного вокзала Запорожье I). Местом проведения футбольных матчей был и манеж Бормана-Шведе (позднее кузнечный цех «АвтоЗАЗ»). Тогда же на заводах возник так называемый «предпринимательский» спорт, суть которого состояла в организации владельцами спортивных клубов. Я. Копп поощрял развитие спорта на предприятии, в том числе и футбола, хотя деньги на инвентарь не отпускались, и настоящие мячи, бутсы и форму энтузиасты покупали на сообща собранные деньги.
В послереволюционные годы футбольные команды создавались при клубах. В 1923—1925 годах одной из сильнейших в Запорожье была команда, организованная при клубе «Металлист» (ныне — ДК «АвтоЗАЗ»). Она была финалистом II Спартакиады Запорожья, где в принципиальном споре со счетом 2:3 уступила футболистам клуба имени Дробязко (впоследствии — «Локомотив»). Игроки «Металлиста» привлекались в сборную города, которая уже тогда считалась одной из лучших в Приднепровье. В 1926 году «Металлист» и команда клуба имени Дробязко вновь встретились в финале городской Спартакиады. Игра, несмотря на дополнительное время, завершилась вничью — 1:1. В повторном матче успех сопутствовал железнодорожникам (3:1). Летом 1927 года после реконструкции открылся стадион «Металлист». Наличие отменной по тем временам спортивной базы позволило заводчанам выступить в осеннем первенстве города двумя командами. Одна из них — «Металлист-II» — стала чемпионом.
В 1930-х годах команда завода «Коммунар» продолжала быть одной из сильнейших в городе. Выступая под названием «Сельмаш», в 1938 году она приняла участие в розыгрыше Кубка Украины, однако лишь на зональном уровне. Тем не менее футболисты «Коммунара» были включены в число участников первенства Днепропетровской области, в состав которой тогда входило Запорожье.
В послевоенные годы на областной футбольной арене появляется «Трактор», затем — «Коммунаровец», в рядах которого в конце 1960-х годов играли такие известные футболисты, как Анатолий Семикопенко, Юрий Пономарев, Виктор Щеголихин, Виталий Коваленко, Виктор Самойлов. Наибольшего успеха этот коллектив добился в 1974 году, завоевав звание чемпиона области. В следующем сезоне автозаводцы дебютировали в первенстве республики, но тогда им явно не хватало опыта выступлений на таком уровне.

## «Торпедо»
Идея восстановить на «Коммунаре» футбольную команду появилась в 1978 году. Её создателями были первый зам-директора — главный технолог завода Степан Кравчун (с 1983 года — генеральный директор), секретарь парткома Николай Ластовецкий и тренер Анатолий Колесников.
За несколько лет команда прошла первенство города и области, завоевала Кубок области. В 1983 году «Торпедо» боролось за победу в чемпионате УССР среди коллективов физической культуры, что давало право выхода во вторую лигу чемпионата СССР. В финальной пульке, которая проходила в Ирпене, запорожцы набрали одинаковое количество с местным «Динамо», поэтому проводился дополнительный поединок, в котором со счётом 4:2 выиграли динамовцы. Состав той команды был таков: Рудыка, Чеботаев, Симонец, В.Бондаренко, Ходус, Ефименко, Кузьменко, Негирев, Долинин (Лавриненко, 46), Устинов, Степаненко. Тренировал команду Александр Гуржеев.
В следующем сезоне торпедовцы проиграли всего две игры, взяли Кубок Украины и стали чемпионами среди команд КФК, вышли во вторую лигу, при этом в составе было больше половины игроков запорожского ФК Металлург. В первом сезоне запорожцы заняли 24-е место среди 28 команд украинской зоны. В следующем году «Торпедо» оказалось выше, завоевав девятое место.
В 1990 году «Торпедо» стало де-факто чемпионом УССР («вторая низшая», фактически четвёртая по ранжиру лига). Тот чемпионат «Торпедо» начало 8 апреля домашней победой над ахтырским Нефтяником, а завершило 4 ноября в Харькове, нулевой ничьей с местным Маяком. Эта ничья позволила запорожцам опередить николаевский Судостроитель и ровенский Авангард (54 очка против 53-х у южан и северян). В «Торпедо» плеймекером был Роман Бондаренко, который в 36 поединках забил 19 голов. Также в команде играли — Игорь Черкун, Юрий Маркин, Алексей Антюхин, Андрей Максименко, Владимир Марчук, Николай Федоренко, Игорь Якубовский, Сергей Перепаденко. Тренировал команду Евгений Лемешко.
Вернувшись в классическую вторую лигу, «Торпедо» в последнем союзном сезоне заняло 7-е место среди 22-х команд западной зоны, отстав от первой пятерки всего на три очка. Пятое место среди одиннадцати украинских команд позволило автозаводцам попасть при формировании дивизионов уже независимого украинского чемпионата не в первую, как «Галычина» и «Ворскла», а в высшую лигу.
Первое официальное дерби двух запорожских команд в чемпионатах Украины состоялось 10 марта на центральном стадионе «Металлург». Победу в том матче неожиданно одержали бывшие второлиговые торпедовцы. Единственный гол на 48-й минуте забил Волков. Временно в Запорожье установился короткий период доминирования «Торпедо», когда и команда занимала более высокие места, и зрителей приходило на стадион больше, чем на главную спортивную арену города. «Торпедо» в то время оставалось заводской командой, тогда как Металлург уже давно перестал ассоциироваться с давшим ему жизнь предприятием.
В 1994 и 1995 команда с тренером Надеиным занимала седьмое место. В 1996-м году начался упадок команды, связанный со сменой собственников автозавода и уходом директора завода Степана Кравчуна. Сезон 1996/97 начинал ещё Надеин, а заканчивал Виктор Матвиенко. Весной 1997-го случились и поражение, долгое время являвшееся самым крупным в истории чемпионатов Украины (1:9 от «Шахтера»), и самый крупный проигрыш запорожского дерби.
В 1998-м «Торпедо» заняло последнее место выиграв лишь дважды и набрав 13 очков (у ставшего 15-м Черноморца было 32). На смену Матвиенко пришёл Леонид Колтун. «Торпедо» вообще могла не выйти на старт того чемпионата — автозаводцы внесли необходимую сумму не в последний момент, а после него, получив отсрочку.
В первой лиге все начиналось оптимистично. Команда усилилась Евгением Сониным, Павлом Иричуком, из «Прикарпатья» пришел Степан Матвиив, из «Кривбасса» — Андрей Юдин и Владислав Носенко. Несмотря на хорошую игру команды, завод окончательно решил избавиться от команды, и «Торпедо», имевшее прекрасные шансы, чемпионат фактически доигрывало. Уехал в Днепропетровск Колтун, захватив с собой несколько основных футболистов, команду принял Евгений Яровенко. Однако даже в таком, фактически тренировочном режиме запорожцы заняли необходимое для выхода в высшую лигу третье место.
На матч последнего тура, во Львове против одноимённой команды, в футболках «Торпедо» вышли сплошь молодые футболисты, из которых едва ли не самым известным стал Виталий Прокопченко. Последним тренером был Роман Бондаренко. В 1999 году «Торпедо» из-за финансовых трудностей отказалось от места в высшей лиге и место было разыграно в дополнительном матче между «Днепром» (Черкассы) и «Прикарпатьем» (Ивано-Франковск). 29 июня 1999 года запорожское «Торпедо» прекратило своё существование.
Позже под этим именем играла команда во второй лиге, но к автозаводскому клубу она уже не имела никакого отношения.

## Тренеры
| Год            | Начальник команды                          | Главный тренер            | Тренер                      |
| -------------- | ------------------------------------------ | ------------------------- | --------------------------- |
| 1982—1983      |                                            |                           | А. П. Гуржеев               |
| 1985—1987      | А. П. Колесников                           | Г. С. Вуль                | А. П. Гуржеев               |
| 1987—1988      | А. П. Колесников                           | А. П. Гуржеев             | В. А. Ходус, В. М. Атаманюк |
| 1989 (до июня) | А. П. Колесников                           | Й. Й. Беца                | В. М. Атаманюк              |
| 1989 (с июня)  | А. П. Колесников                           | Е. Ф. Лемешко             |                             |
| 1990           | А. П. Колесников                           | Е. Ф. Лемешко             | В. А. Ходус, В. М. Атаманюк |
| 1991—1992      | А. П. Колесников                           | Е. Ф. Лемешко             | В. М. Атаманюк              |
| 1992—1993      | А. П. Колесников А. В. Бабурин (президент) | Е. Ф. Лемешко             | В. М. Атаманюк, И. Д. Балан |
| 1993           |                                            | В. А. Матвиенко           |                             |
| 1994-1997      |                                            | И. А. Надеин              |                             |
| 1997           |                                            | А. В. Чередник            |                             |
| 1997-1998      |                                            | В. А. Матвиенко           |                             |
| 1997—1998      |                                            | Л. Я. Колтун (с мая)      |                             |
| 1998—1999      |                                            | Л. Я. Колтун (по декабрь) |                             |

| Год       | Начальник команды             | Главный тренер | Тренер   |
| --------- | ----------------------------- | -------------- | -------- |
| 2001—2002 | В. Ф. Ищенко (вице-президент) | И. А. Надеин   | И. Гимро |
| 2002—2003 |                               | Ю. Д. Розенко  |          |

## Стадион
Домашней ареной клуба являлся Стадион ЗАЗ (стадион автозавода «Коммунар»).
Также команда играла на следующих стадионах:
- Центральный стадион «Металлург» (24 тыс. мест)
- Стадион ЗТЗ «Авангард» (5 тыс. мест)
- Стадион ВДФСО «Локомотив» (8 тыс. мест)